# 公立図書館

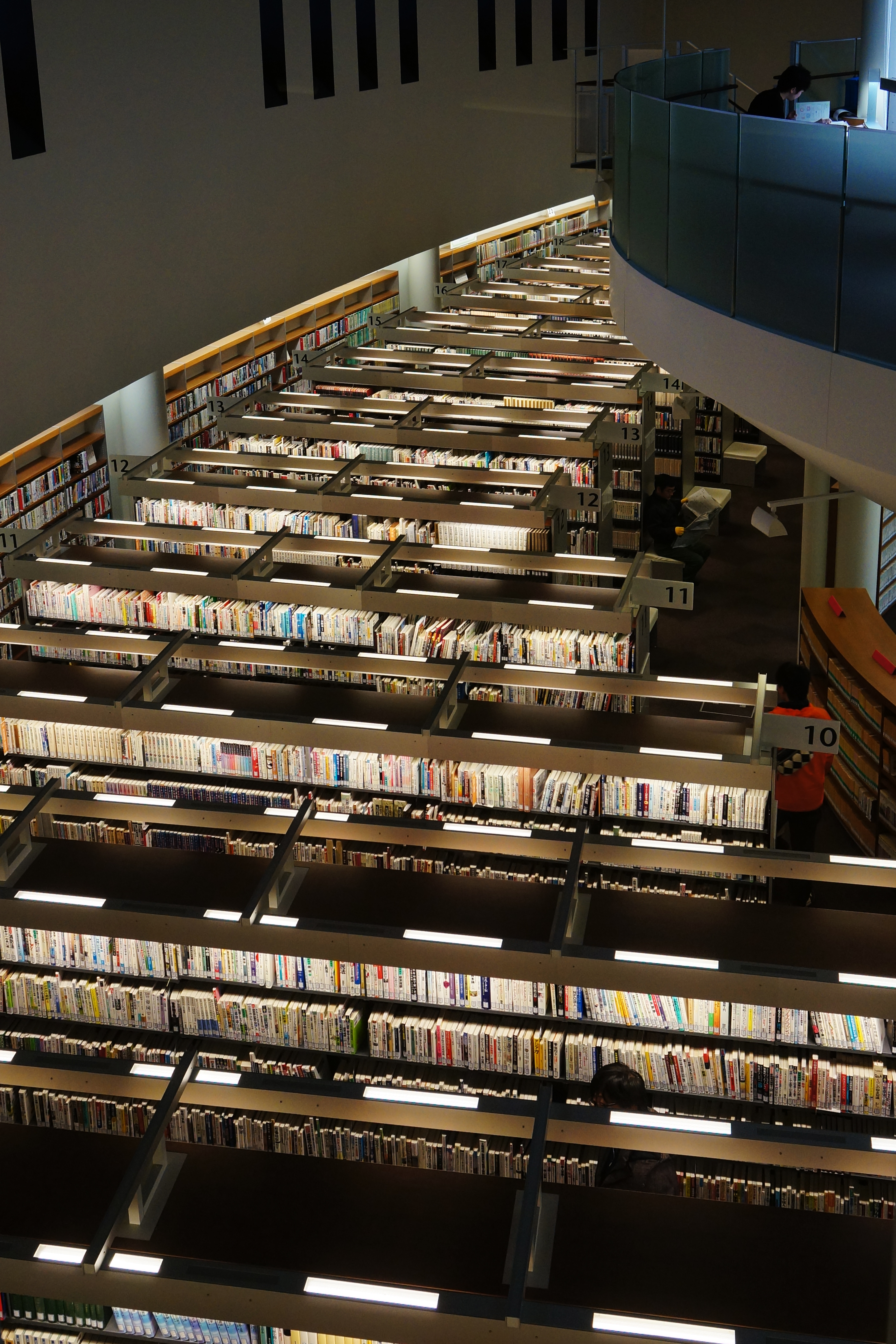
公立図書館・
和歌山県立紀南図書館

公立図書館（こうりつとしょかん）とは、都道府県および市町村（特別区を含む）その他の地方公共団体が設立し、公費で運営する方式を採用する図書館のことである。

## 日本の公立図書館
現行の図書館法第2条において図書館を「図書、記録その他必要な資料を収集し、整理し、保存して、一般公衆の利用に供し、その教養、調査研究、レクリエーション等に資することを目的とする施設」と定義し、第2項では「前項の図書館のうち、地方公共団体の設置する図書館を公立図書館といい、日本赤十字社又は一般社団法人若しくは一般財団法人の設置する図書館を私立図書館という」と規定されている。
現在の日本では公立図書館と公共図書館が同一に扱われることが多いが、図書館法及びそれ以前の旧図書館令においては私立図書館の存在が広く認められており、私立図書館もまた公共図書館として認められている。なお図書館令においては公立学校が設置した学校図書館も公立図書館の範疇に加えられていた。
かつては日本の公立図書館は普及が遅れており、戦前においては私立図書館が日本の図書館活動の大きな部分を占めた時期も存在した。日本において公立図書館が急速に増加するのは高度経済成長期以後である。なお財政規模の小さい町村のなかにはいまだに図書館を持っていない自治体や複数の自治体が事務組合を作って公立図書館を運営する組合立図書館（広域市町村圏図書館）を組織するものも少数ながら存在する。
また1980年代に京都市立図書館が財団委託運営方式を採用して以後、「公立図書館」と「公共図書館」の峻別の必要性が唱えられるようになった。さらにNPOが運営する図書館など、図書館法が想定していなかった図書館の出現を経てその区別の明確化に対する必要性は高まっている。

### 公立図書館司書の業務
まず図書館資料を選択する。図書館では購入、寄贈、所轄自治体からの移管などによって新しい資料の導入が行われる。その際、所属する館の特性、性格、利用者層に応じて、受け入れる資料の取捨選択を行う。利用者が一身上の都合で蔵書をまとまったかたちで寄贈することもまれではないが、すべてを蔵書として受け入れていては限られた書庫の空間を圧迫するので、専門知識によって受け入れて一時保存、あるいは半永久的に保存する資料として分別整理しなければならないし、受け入れを断る必要性も生じることがある。当然ながら寄贈図書群に対する整理を望まない寄贈者もいるので、不快感をもよおさせずに納得してもらう交渉術が必要である。
また既存の資料のなかにはあえてその図書館で永久的な保存を担わなくてもよいものもある。逆に地元の郷土資料や所轄自治体の発行したパンフレットなどは、かなり些細なものでも他の図書館に保存される可能性が低いので極力永久保存を心がける使命がある。さらにプライバシー保護などの観点から既存の資料は公開性の線引きを判断しなければならない。
こうして蓄積した資料は利用者の要求に応じて提供されなければならない。司書はその専門知識によって図書館資料を分類し、閉架書庫や開架の書棚に配架する。また利用者は図書館資料を利用したいと考えている分野に関して深い専門知識を持っているとは限らない。司書はその専門性に応じて利用者の要求を満たす分野の開架書棚を案内し、資料探索の指針を与えることができるし、利用者の要求の具体性が高ければ、特定のいくつかの資料を選抜して提示することも重要な業務である。あるいは、まだ購入していない資料の場合には新たに購入を行ったり、連携している近隣図書館から取り寄せたりすることも行われる。場合によっては専門雑誌の記事を大学図書館や国会図書館に複写を請求して取り寄せることもある。
司書の利用者に対する仕事はこうした利用者の要求があってはじめてそれに応じる受身のものだけではない。地域の特性に応じた資料の充実度や、世相に応じた関連資料群、新着資料などを掲示板や図書館内に設定されたギャラリー空間などにおいてアピールすることで、利用者の新たな需要を開拓することも行われる。さらに児童に対する読み聞かせなどの、学校教育を補完するような教育活動、地域出身作家などに関する特別展、企画展の企画、実行なども司書の業務に入ってくる。
資料の貸し出し、返却といったカウンター業務の単純作業部分は、かならずしも上記のような専門性を要求されないので、大規模で職員が潤沢にいる館のなかには司書を充てず非司書職員の担当としていることもある。しかし日本の多くの図書館はかならずしも潤沢なスタッフを抱えているわけではないし、多くの司書が利用者の傾向を肌で感じて専門業務に反映する重要な窓口としてカウンター業務を位置づけているため、貸し出し、返却事務に、勤務時間の多くを割いている司書が多い。そのため、日本社会では図書館の機能や司書の専門性が深く社会の必須の機能として根付いているとは言いがたい面もあり、かなりの数の利用者が司書を図書の貸し出しおよび返却の係員程度にしか見ていないということも現状ではある。
こうした専門的な活動は当然のことながら図書館の予算内で執行される。したがって司書はみずからの専門業務に必要な予算を計画し、それを地方公共団体などの設置機関に要求し、交渉を行わなければならない。ときにはその正当性を説明するために自治体の議会での説明を行う。

これらの業務における権限の範囲と守るべきルールは、船橋市西図書館蔵書破棄事件、広島県立図書館事件、山口県立山口図書館図書隠匿事件などでも議論が進み、特に船橋市西図書館蔵書破棄事件では市所有の蔵書であっても職員の独断的な評価や個人的な好みによって不公正な取扱いをしたときは、当該図書の著作者の人格的利益を侵害するものとして国家賠償法上違法であるなどの判断が示されている。

### 中心市街地活性化の核として
2010年代より、中心市街地活性化を企図して、公立図書館を駅前に移転する動きが日本各地で見られるようになった。公共施設の中で利用者数が最も多いのが図書館であることと、国がコンパクトなまちづくりを推進していることがその理由である。2017年11月に駅前に移転した茨城県の土浦市立図書館では、移転から8か月で40万人が来館し、多い時には1日で2,500人が訪れている。しかしながら、駅前への移転による図書館利用者数の増加は一過性のものであることから、利用者層を拡大するための工夫が必要である。

## 市町村立図書館

### 区立図書館
東京23区全てに区立図書館が存在する。

### 市立図書館
平成の大合併を経て市立図書館の整備が進んでおり、市立図書館の無い市はほぼ無い状態となっている。市立図書館の整備計画が存在しないのは以下となっている:
- 鹿児島県奄美市[9] - 鹿児島県立奄美図書館が所在するため市立図書館は整備予定無し[10]。

以下の市は市立図書館の整備が計画されている:
- 宮城県富谷市 - 富谷市民図書館を整備予定[11]。
- 茨城県桜川市 - 桜川市複合施設建設に図書館を整備予定[12]。
- 千葉県いすみ市 - 大原公民館の改修により市立図書館を整備予定[13]。

以下の市は長らく市立図書館が無かったものの、現在は市立図書館が整備されている:
- 福岡県宮若市（2011年、宮若市立図書館）[15]
- 福岡県筑後市（2011年、筑後市立図書館） - 公民館の図書室を拡大する形で整備された[16]。
- 愛知県清須市（2012年、清須市立図書館）
- 栃木県足利市（2016年、足利市立図書館） - 以前より栃木県立足利図書館が所在し、それが市に移管された。
- 青森県つがる市（2016年、つがる市立図書館） - イオンモールつがる柏内に整備された[17]。
- 大阪府守口市（2020年、守口市立図書館） - 市立生涯学習情報センターの図書施設を拡大する形で整備された[9]。
- 北海道夕張市（2020年、りすた図書館） - 財政問題により2007年に市立夕張図書館を廃止[10]したものの2020年に新設された拠点複合施設「りすた」内に復活した。
- 兵庫県養父市（2021年、養父市立図書館） - やぶ市民交流広場内に整備された。
- 青森県黒石市（2022年、黒石市立図書館）[18]
- 千葉県富津市（2023年、富津市立図書館） - 財政問題で未整備となっていたが、イオンモール富津内に整備された[19]。

### 町立・村立図書館
町村立図書館の整備率は2022年時点において6割を下回っているとされる。